# 竹島ルイ
竹島 ルイ（たけしま ルイ、1973年 - ）は、日本の映画ライター、音楽ライター。本人はポップカルチャー系ライターを名乗る。

## 経歴
武蔵野美術大学造形学部映像学科中退。
2001年より、WEBマガジン「POP MASTER」を運営。リアルサウンド、クイック・ジャパン ウェブ、IGN Japan、CINEMORE、otocoto、MOVIE WALKER PRESSなどの媒体にライターとして寄稿しているほか、「銀幕にポップコーン」や「マクガイヤーチャンネル」にもコメンテーターとして出演している。